# Peralejos de Solís
Peralejos de Solís es una localidad española del municipio salmantino de Narros de Matalayegua, en la comunidad autónoma de Castilla y León.

## Geografía
La localidad está situada al noroeste de Narros de Matalayegua, al sur de Peña de Cabra y al este de Coca de Huebra y Domingo Señor, en una zona donde crecen encinas. Ubicada en la provincia de Salamanca, pertenece al término municipal de Narros de Matalayegua.

## Historia
A mediados del siglo XIX, la localidad, por entonces cabeza de un municipio independiente, contaba con una población de 70 habitantes. Aparece descrita en el duodécimo volumen del Diccionario geográfico-estadístico-histórico de España y sus posesiones de Ultramar de Pascual Madoz de la siguiente manera: 

PERALEJOS DE SOLIS: v. con ayunt. en la prov. y dióc. de Salamanca (6 leg.), part. jud. de Sequeros (1), aud. terr. de Valladolid (28), y c g. de Castilla la Vieja. sit. en la falda de un collado con esposicion al S.; goza de libre ventilacion y clima sano. Se compone de unas 18 casas de mediana construccion; una igl. muy reducida, la cual es aneja de la vicaria de Sanchon de Sagrada y un cementerio fuera del pueblo; inmediato á él hay una fuente de cuyas aguas perennes se surten los vec. Confina el térm. por el N. con Peña de Cabra, del ayunt. de Narros de Matalayegua; E. y S. con el anterior, y O. con Coca de Huebra y Domingo Señor; hay en él cuatro manantiales y se forma un arroyo, con cuyas aguas se riegan algunos trozos de tierra. El terreno es algo pizorroso, de mediana calidad y casi todo de secano; tiene monte de encina y algunos prados y valles de buenos pastos. Los caminos conducen á los pueblos limítrofes, pasando ademas la calzada que de Sequeros conduce á Salamanca. La coreespondencia se busca en la carteria de Tamames. prod.: trigo, centeno y algarrobas, algunas legumbres y especialmente lino; hay ganado lanar, vacuno y alguno de cerda, y caza menor. pobl.: 22 vec., 70 alm. cap. prod. 64,520 rs. imp. 3,450.
(Madoz, 1849, p. 801)

En 2021 la localidad tenía empadronados 36 habitantes.